# Шервашидзе, Путо
Путо (абх. Путо Чачба-Шервашиӡе, груз. პუტო შარვაშიძე) — владетельный князь Абхазского княжества, из рода Шервашидзе (Чачба). Младший сын Бослако, по сообщению миссионера Иоанна-Луки, бывавшего в Абхазии, Путо владел южной частью Абхазии, а его брат северной. Отец Беслако, Соломона, Сетемана и Танурии.
Его дочь Биту, была матерью Абаза-паши. 
Выдал свою дочь Танурию за правителя Мегрелии Левана II Дадиани. После обвинения его дочери в измене, и последующего её убийства, стал вести малоуспешную войну с Мегрелией, которую проиграл и по окончании которой был обезглавлен.